# Фагерста (комуна)
Комуна Фагерста (швед. Fagersta kommun) — адміністративно-територіальна одиниця місцевого самоврядування, що розташована в лені Вестманланд у центральній Швеції.
Фагерста 235-а за величиною території комуна Швеції. Адміністративний центр комуни — місто Фагерста.

## Населення
Населення становить 12 614 чоловік (станом на вересень 2012 року). 
| Кількість населення комуни Фагерста за 1970-2010 роки | Кількість населення комуни Фагерста за 1970-2010 роки | Кількість населення комуни Фагерста за 1970-2010 роки | Кількість населення комуни Фагерста за 1970-2010 роки | Кількість населення комуни Фагерста за 1970-2010 роки |
| ----------------------------------------------------- | ----------------------------------------------------- | ----------------------------------------------------- | ----------------------------------------------------- | ----------------------------------------------------- |
| Рік                                                   |                                                       |                                                       | Населення                                             |                                                       |
| 1970                                                  | 1970                                                  |                                                       | 16 963                                                | 16 963                                                |
| 1975                                                  | 1975                                                  |                                                       | 15 911                                                | 15 911                                                |
| 1980                                                  | 1980                                                  |                                                       | 15 121                                                | 15 121                                                |
| 1985                                                  | 1985                                                  |                                                       | 13 989                                                | 13 989                                                |
| 1990                                                  | 1990                                                  |                                                       | 13 756                                                | 13 756                                                |
| 1995                                                  | 1995                                                  |                                                       | 13 355                                                | 13 355                                                |
| 2000                                                  | 2000                                                  |                                                       | 12 381                                                | 12 381                                                |
| 2005                                                  | 2005                                                  |                                                       | 12 270                                                | 12 270                                                |
| 2010                                                  | 2010                                                  |                                                       | 12 443                                                | 12 443                                                |
| Джерело: SCB                                          |                                                       |                                                       |                                                       |                                                       |

## Населені пункти
Комуні підпорядковано 1 міське поселення (tätort) та низка сільських, більші з яких:
- Фагерста (Fagersta)
- Брандбу (Brandbo)
- Гедкерра (Hedkärra)
- Енгельсберг (Ängelsberg)

## Галерея

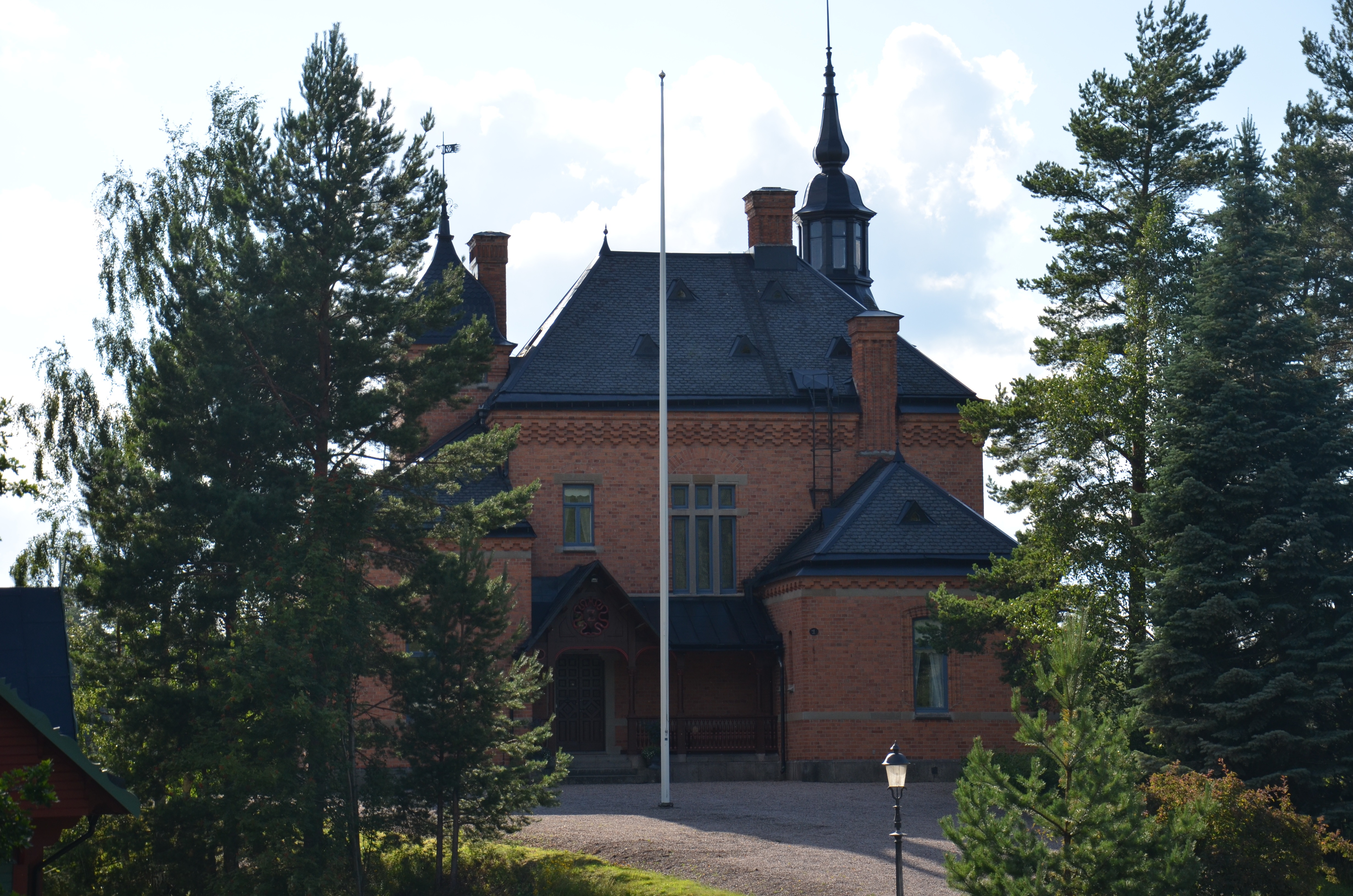
Вілла (Енгельсберг)
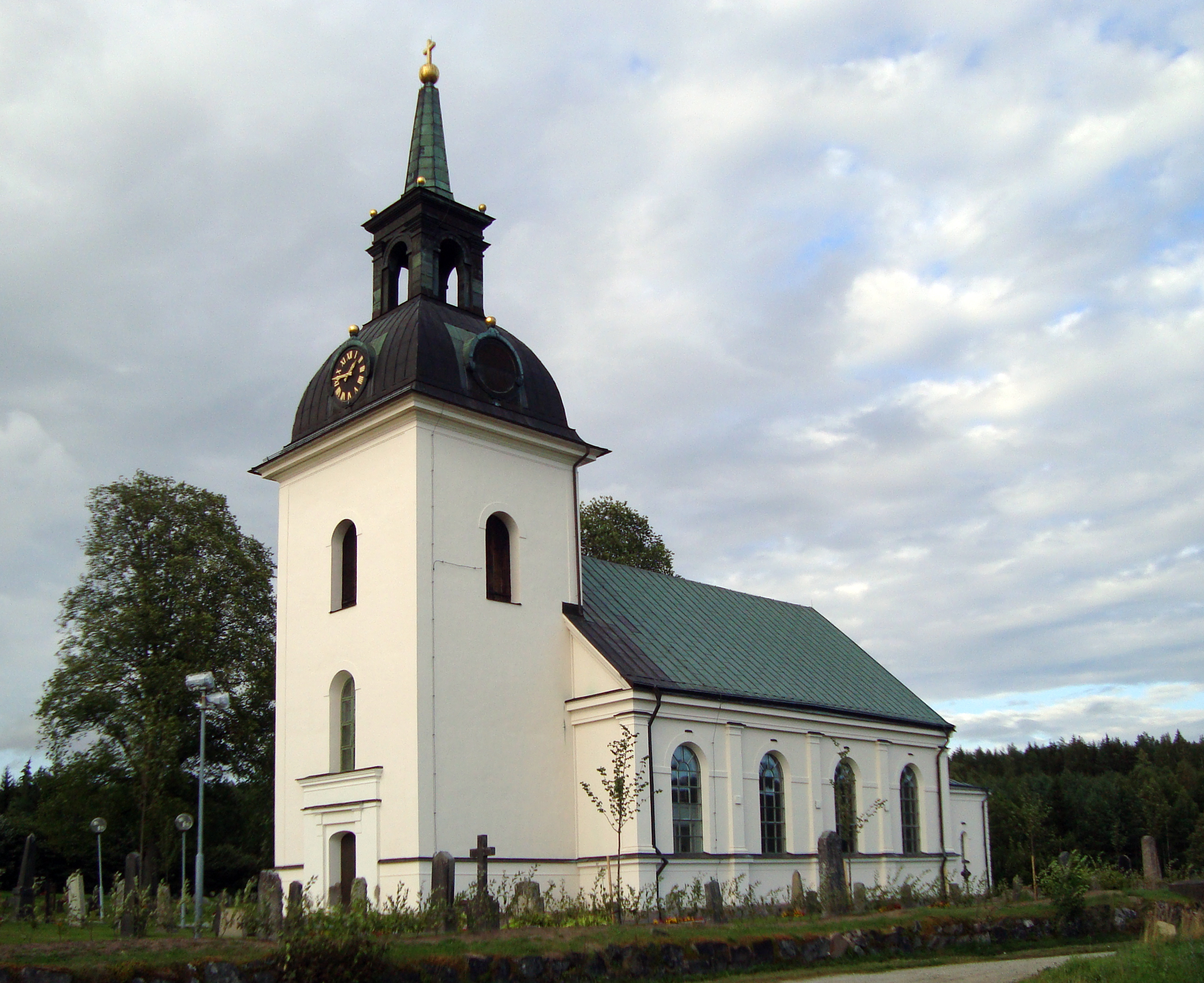
Церква (Вестервола)
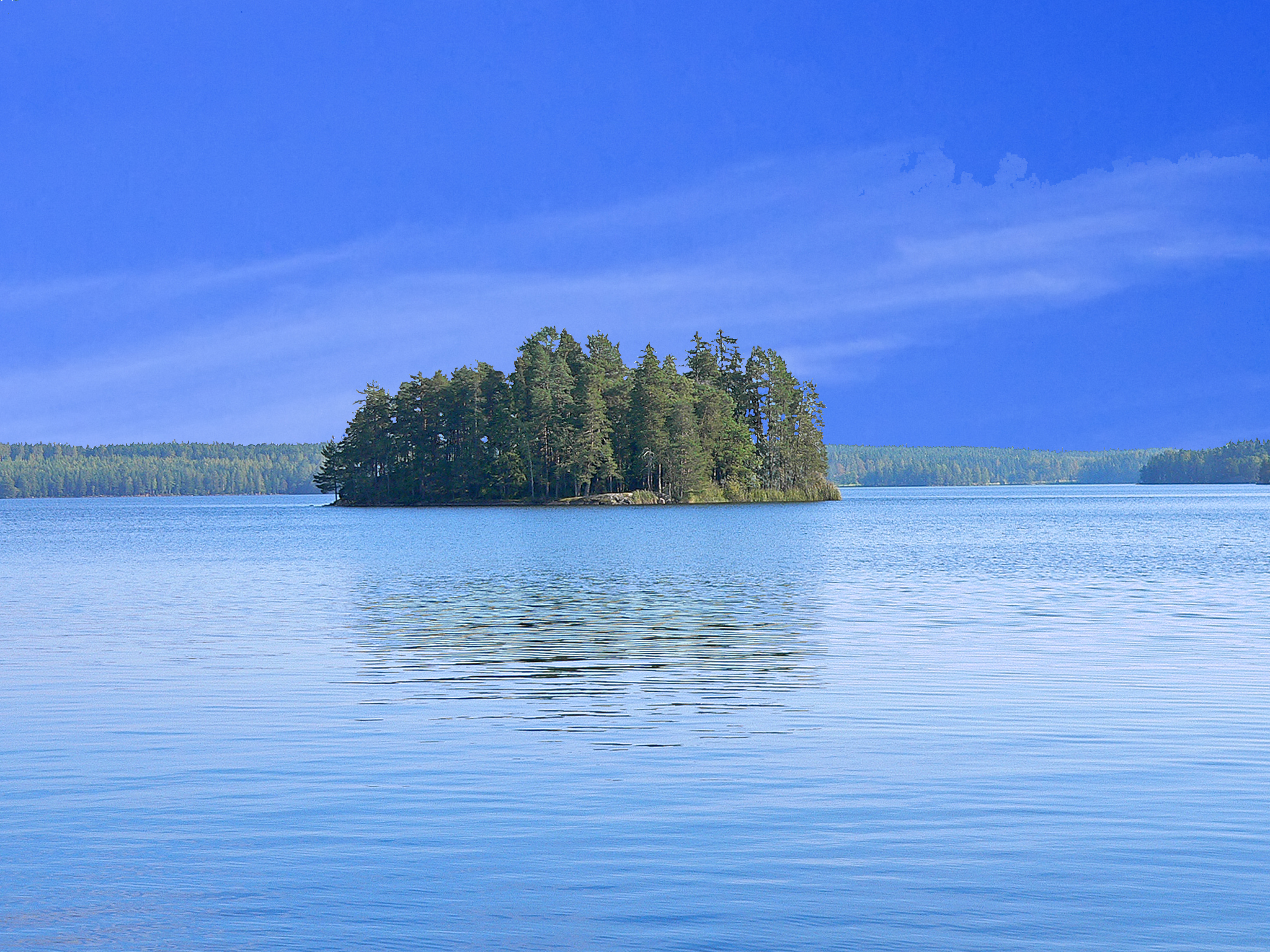
Озеро Оменнінген
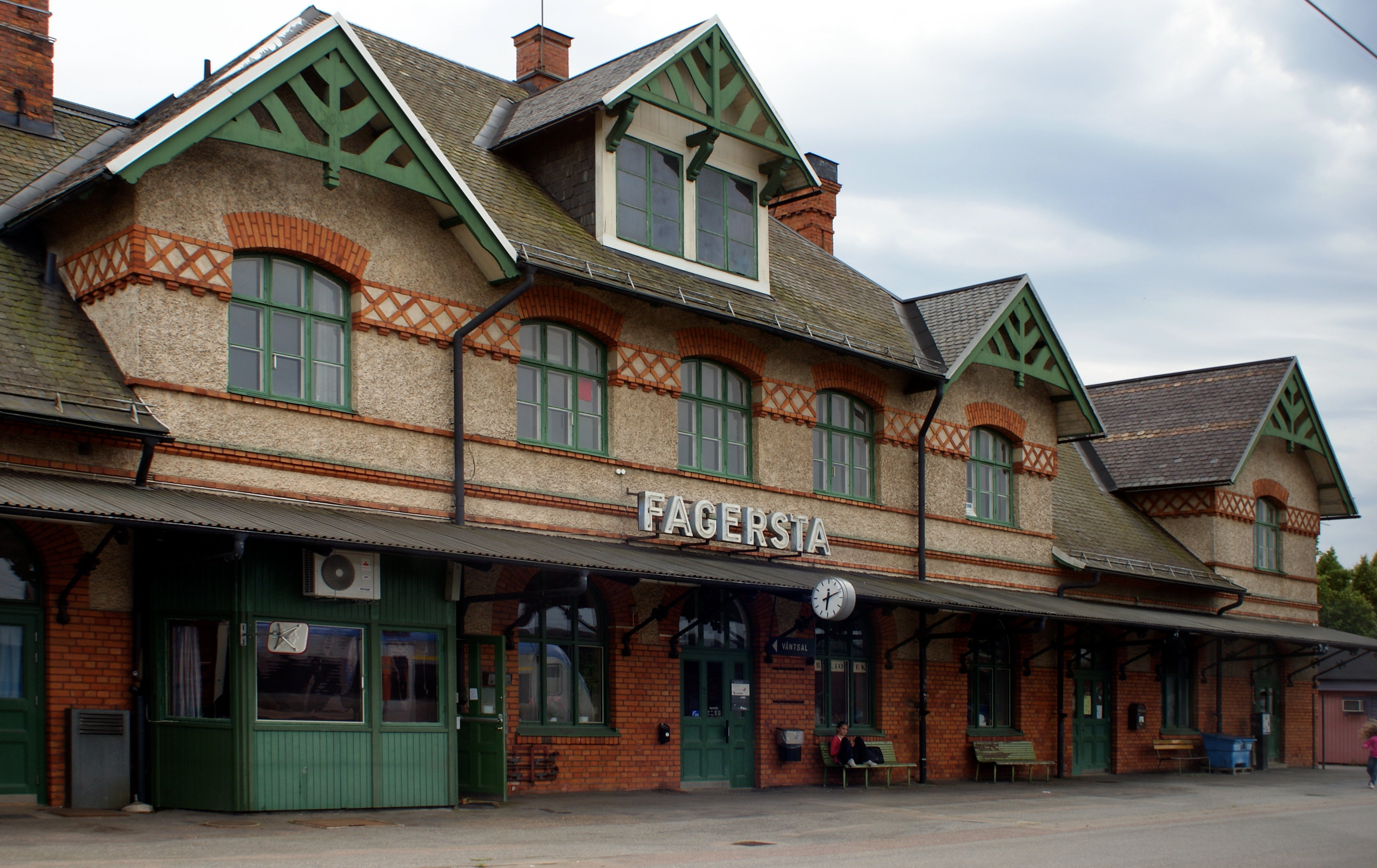
Залізнична станція Фагерста

## Виноски
1. ↑  Folkmangd i riket, lan och kommuner (шв.) . Центральне бюро статистики Швеції. Архів оригіналу за 20 серпня 2013. Процитовано 9 лютого 2013.